# Canottaggio ai Giochi della XX Olimpiade - Due senza maschile
La competizione del due senza maschile dei Giochi della XX Olimpiade si è svolta nei giorni dal 27 agosto al 2 settembre 1972 presso il Regattastrecke Oberschleißheim di Oberschleißheim.

## Programma
| Data              | Round        | Note                                                |
| ----------------- | ------------ | --------------------------------------------------- |
| 27 agosto 1972    | 4 Batterie   | Il vincitore in semifinale. I restanti ai recuperi. |
| 29 agosto 1972    | 4 Recuperi   | I primi due in semifinale.                          |
| 30 agosto 1972    | 2 Semifinali | I primi tre in Finale A. I restanti in finale B.    |
| 1º settembre 1972 | Finale B     |                                                     |
| 2 settembre 1972  | Finale A     |                                                     |

## Risultati

### Batterie
| Pos. | Nazione        | Atleti                            | Tempo   | Nota |
| ---- | -------------- | --------------------------------- | ------- | ---- |
| 1    | Germania Ovest | Erwin Haas, Lutz Ulbricht         | 7'22"94 | Q    |
| 2    | Romania        | Ilie Oanţă, Dumitru Grumezescu    | 7'28"03 |      |
| 3    | Gran Bretagna  | Jeremiah McCarthy, Michael Cooper | 7'30"62 |      |
| 4    | Ungheria       | László Balogh, György Sarlós      | 7'49"70 |      |
| 5    | Messico        | José Luis Rion, Miguel Ruiz       | 7'59"53 |      |

| Pos. | Nazione     | Atleti                          | Tempo   | Nota |
| ---- | ----------- | ------------------------------- | ------- | ---- |
| 1    | Svizzera    | Heini Fischer, Alfred Bachmann  | 7'20"51 | Q    |
| 2    | Polonia     | Alfons Ślusarski, Jerzy Broniec | 7'24"16 |      |
| 3    | Paesi Bassi | Roel Luynenburg, Ruud Stokvis   | 7'26"80 |      |
| 4    | Stati Uniti | Lawrence Hugh, Dick Lyon        | 7'33"16 |      |
| 5    | Austria     | Hans Fortmüller, Ulli Wolf      | 7'38"53 |      |

| Pos. | Nazione          | Atleti                              | Tempo   | Nota |
| ---- | ---------------- | ----------------------------------- | ------- | ---- |
| 1    | Unione Sovietica | Vladimir Polyakov, Nikolay Vasilyev | 7'28"97 | Q    |
| 2    | Norvegia         | Erik Erichsen, Åke Fiskerstrand     | 7'34"89 |      |
| 3    | Australia        | Kim Mackney, Chris Stevens          | 7'39"03 |      |
| 4    | Brasile          | Raúl Bagattini, Érico de Souza      | 7'42"02 |      |
| 5    | Corea del Nord   | Ri Jong-Hui, Li Jong-Un             | 8'04"91 |      |

| Pos. | Nazione        | Atleti                             | Tempo   | Nota |
| ---- | -------------- | ---------------------------------- | ------- | ---- |
| 1    | Germania Est   | Siegfried Brietzke, Wolfgang Mager | 7'20"35 | Q    |
| 2    | Cecoslovacchia | Lubomír Zapletal, Petr Lakomý      | 7'25"92 |      |
| 3    | Jugoslavia     | Duško Mrduljaš, Nikola Mardešić    | 7'40"47 |      |
| 4    | Canada         | Andrew van Ruyven, Richard Symsyk  | 7'46"90 |      |

### Recuperi
| Pos. | Nazione        | Atleti                        | Tempo   | Nota |
| ---- | -------------- | ----------------------------- | ------- | ---- |
| 1    | Cecoslovacchia | Lubomír Zapletal, Petr Lakomý | 7'34"16 | Q    |
| 2    | Stati Uniti    | Lawrence Hugh, Dick Lyon      | 7'37"34 | Q    |
| 3    | Australia      | Kim Mackney, Chris Stevens    | 7'45"03 |      |
| 4    | Messico        | José Luis Rion, Miguel Ruiz   | 8'15"97 |      |

| Pos. | Nazione     | Atleti                          | Tempo   | Nota |
| ---- | ----------- | ------------------------------- | ------- | ---- |
| 1    | Paesi Bassi | Roel Luynenburg, Ruud Stokvis   | 7'38"51 | Q    |
| 2    | Norvegia    | Erik Erichsen, Åke Fiskerstrand | 7'50"21 | Q    |
| 3    | Ungheria    | László Balogh, György Sarlós    | 7'59"40 |      |

| Pos. | Nazione        | Atleti                            | Tempo   | Nota |
| ---- | -------------- | --------------------------------- | ------- | ---- |
| 1    | Polonia        | Alfons Ślusarski, Jerzy Broniec   | 7'34"77 | Q    |
| 2    | Gran Bretagna  | Jeremiah McCarthy, Michael Cooper | 7'40"78 | Q    |
| 3    | Canada         | Andrew van Ruyven, Richard Symsyk | 7'45"71 |      |
| 4    | Corea del Nord | Ri Jong-Hui, Li Jong-Un           | 7'56"42 |      |

| Pos. | Nazione    | Atleti                          | Tempo   | Nota |
| ---- | ---------- | ------------------------------- | ------- | ---- |
| 1    | Romania    | Ilie Oanţă, Dumitru Grumezescu  | 7'30"45 | Q    |
| 2    | Jugoslavia | Duško Mrduljaš, Nikola Mardešić | 7'40"84 | Q    |
| 3    | Brasile    | Raúl Bagattini, Érico de Souza  | 7'42"63 |      |
| 4    | Austria    | Hans Fortmüller, Ulli Wolf      | 7'44"45 |      |

### Semifinali
| Pos. | Nazione        | Atleti                          | Tempo   | Nota |
| ---- | -------------- | ------------------------------- | ------- | ---- |
| 1    | Polonia        | Alfons Ślusarski, Jerzy Broniec | 7'42"41 | Q    |
| 2    | Svizzera       | Heini Fischer, Alfred Bachmann  | 7'44"91 | Q    |
| 3    | Romania        | Ilie Oanţă, Dumitru Grumezescu  | 7'47"77 | Q    |
| 4    | Stati Uniti    | Lawrence Hugh, Dick Lyon        | 7'50"26 |      |
| 5    | Norvegia       | Erik Erichsen, Åke Fiskerstrand | 7'57"27 |      |
| 6    | Germania Ovest | Erwin Haas, Lutz Ulbricht       | 8'06"06 |      |

| Pos. | Nazione          | Atleti                              | Tempo   | Nota |
| ---- | ---------------- | ----------------------------------- | ------- | ---- |
| 1    | Germania Est     | Siegfried Brietzke, Wolfgang Mager  | 7'40"58 | Q    |
| 2    | Paesi Bassi      | Roel Luynenburg, Ruud Stokvis       | 7'41"86 | Q    |
| 3    | Cecoslovacchia   | Lubomír Zapletal, Petr Lakomý       | 7'45"11 | Q    |
| 4    | Unione Sovietica | Vladimir Polyakov, Nikolay Vasilyev | 7'46"18 |      |
| 5    | Gran Bretagna    | Jeremiah McCarthy, Michael Cooper   | 7'56"59 |      |
| 6    | Jugoslavia       | Duško Mrduljaš, Nikola Mardešić     | 8'01"58 |      |

### Finale B
| Pos. | Nazione          | Atleti                              | Tempo   | Nota |
| ---- | ---------------- | ----------------------------------- | ------- | ---- |
| 7    | Germania Ovest   | Erwin Haas, Lutz Ulbricht           | 7'31"02 |      |
| 8    | Unione Sovietica | Vladimir Polyakov, Nikolay Vasilyev | 7'34"37 |      |
| 9    | Stati Uniti      | Lawrence Hugh, Dick Lyon            | 7'38"64 |      |
| 10   | Norvegia         | Erik Erichsen, Åke Fiskerstrand     | 7'40"55 |      |
| 11   | Jugoslavia       | Duško Mrduljaš, Nikola Mardešić     | 7'43"20 |      |
| 12   | Gran Bretagna    | Jeremiah McCarthy, Michael Cooper   | 7'51"01 |      |

### Finale A
| Pos.    | Nazione        | Atleti                             | Tempo   | Nota |
| ------- | -------------- | ---------------------------------- | ------- | ---- |
| Oro     | Germania Est   | Siegfried Brietzke, Wolfgang Mager | 6'53"16 |      |
| Argento | Svizzera       | Heini Fischer, Alfred Bachmann     | 6'57"06 |      |
| Bronzo  | Paesi Bassi    | Roel Luynenburg, Ruud Stokvis      | 6'58"70 |      |
| 4       | Cecoslovacchia | Lubomír Zapletal, Petr Lakomý      | 6'58"77 |      |
| 5       | Polonia        | Alfons Ślusarski, Jerzy Broniec    | 7'02"74 |      |
| 6       | Romania        | Ilie Oanţă, Dumitru Grumezescu     | 7'42"90 |      |